# Vertrag von München (1816)
Der Vertrag von München vom 14. April 1816 hat zum einen die gespannten Beziehungen zwischen dem Königreich Bayern und dem Kaisertum Österreich normalisiert. Zum anderen führte er zu erheblichen Gebietsveränderungen.

## Vorgeschichte
Während der napoleonischen Koalitionskriege wurde das Kurfürstentum Bayern in Anlehnung an Frankreich Mitglied im Rheinbund und zum Königreich erhoben. Außerdem konnte Bayern erhebliche territoriale Gewinne verbuchen – nicht zuletzt zu Lasten Österreichs. Andererseits hatte Bayern nach den linksrheinischen Gebieten von Kurpfalz-Bayern schließlich 1803 auch die rechtsrheinische Pfalz verloren, da sie an das Großherzogtum Baden fiel. 
1803 kam wiederum das Erzstift Salzburg als säkularisiertes Kurfürstentum Salzburg zusammen mit der Fürstpropstei Berchtesgaden, jedoch ohne Mühldorf am Inn (das an Bayern fiel), an den habsburgischen Großherzog Ferdinand III. von Toskana, 1805 dann wiederum gemeinsam mit der Fürstpropstei Berchtesgaden zum 1804 gegründeten österreichischen Kaiserreich. 1810 wurde Salzburg nach einer erneuten Grenzänderung nach dem Fünften Koalitionskrieg schließlich als Salzachkreis bayerische Provinz.
Der Vertrag von Ried vom Oktober 1813 besiegelte den Übertritt Bayerns in das Lager der antinapoleonischen Allianz bei gleichzeitiger Garantie der bayerischen Souveränität. Nach der Niederlage Napoleons und dem Frieden von Paris im Mai 1814 war es bereits am 3. Juni 1814 zum Pariser Vertrag zwischen Bayern und Österreich gekommen, in dem Bayern für die Abtretung von Tirol und Vorarlberg im Gegenzug Würzburg erneut und Aschaffenburg erstmals erhielt.
Nach dem Ende des Wiener Kongresses ging es nunmehr darum, die Beziehung zwischen beiden Ländern endgültig auf eine neue Basis zu stellen. Nach dem Wiener Kongress war der territoriale Umfang Österreichs wie vor den Kriegen im Großen und Ganzen wiederhergestellt. Auf die abgelegenen österreichischen Niederlande und Vorderösterreich wurde in Wien verzichtet, dafür sollte nun Salzburg dauerhaft erworben werden und das erstmals 1779 erworbene Innviertel an Österreich zurückfallen. Es gab aber bis fast zu Ende des Kongresses den Plan, beide Gebiete beim Königreich Bayern zu belassen und dafür am Rhein ein neues Vorderösterreich zu schaffen, das nach heutigen Begriffen Rheinhessen, die Pfalz und das Saarland umfasst hätte. Darauf wurde dann zugunsten der staatlichen Geschlossenheit verzichtet. Kronprinz Ludwig von Bayern hing jedoch an Salzburg und versuchte noch im Januar 1816 in Mailand in direkten Gesprächen mit Kaiser Franz I. vergeblich größere Zugeständnisse für Bayern bei der Neuordnung der Territorien infolge des Wiener Kongresses zu erreichen.

## Unterzeichnung
Auf österreichischer Seite leitete Freiherr Johann Peter Theodor von Wacquant-Geozelles die Verhandlungen. Auf der bayerischen Seite unterzeichneten Maximilian von Montgelas und Aloys von Rechberg den Vertrag von München. Montgelas wusste, dass dieser Vertrag in Bayern Kritik hervorrufen würde und es war im Vorfeld zu einem skurrilen Streit mit Rechberg gekommen, wer den Vertrag unterzeichnen sollte, der schließlich darin mündete, dass beide am 14. April 1816 diesen Vertrag unterschrieben.

## Inhalt
Bayern gab die mit dem Frieden von Teschen 1779 verlorenen und im Frieden von Schönbrunn 1809 wiedergewonnenen Gebiete, das Innviertel, sowie die neu gewonnenen Gebiete, das Hausruckviertel und das Amt Vils in Tirol an Österreich zurück und trat auch insbesondere das Herzogtum Salzburg an Österreich ab. Dafür erhielt Bayern die linksrheinische Pfalz teilweise neu, teilweise retour, dazu Hammelburg, Brückenau, Bieberstein und Redwitz. Zu den pfälzischen Gebieten, die Bayern nun zurückerhielt, gehörte auch der größte Teil von Pfalz-Zweibrücken, das Stammland der bayerischen Königslinie der Wittelsbacher. Das Territorium der früheren Fürstpropstei Berchtesgaden und die salzburgischen Gebiete des nach 1816 so genannten Rupertiwinkels verblieben bei Bayern. Für die im Vertrag von Ried vorgesehenen Gebietsabtretungen erhielt Bayern Entschädigungen und bekam auch einen Anteil an den französischen Kriegskontributionen. Daneben regelte der Vertrag weitere Fragen.
Als Termin der Besitznahmen wurde der 1. Mai 1816 vereinbart.
In einigen Geheimartikeln wurden Absprachen über die zum Großherzogtum Baden gehörenden Gebiete Neckar-, Main- und Tauberkreis sowie über eine Heerstraße durch das Großherzogtum Hessen getroffen und Bayern Zahlungen von jährlich 100.000 Gulden zugesichert.

## Nachfolgende Zeit
Kurze Zeit später kamen bis 1819 weitere heute unterfränkische Gebiete an Bayern: Infolge eines am 30. Juni 1816 zu Frankfurt a. M. zwischen Österreich, Preußen und Hessen-Darmstadt abgeschlossenen Vertrags und nach Übereinkunft vom 7. Juli 1816 kam zum Beispiel das Amt Alzenau zum Königreich Bayern und wurde am 1. Januar 1817 ein Landgericht dritter Klasse. Der badisch-bayerische Grenzstreit über die rechtsrheinische Pfalz wurde dann 1818 auf dem Aachener Kongress allerdings zugunsten Badens entschieden. 1830 kam nach dem Aussterben der Hauptlinie trotz der bayerischen Ansprüche im gesamten Großherzogtum Baden einschließlich der rechtsrheinischen Pfalz eine Nebenlinie an die Macht, die jährlichen Ausgleichszahlungen Österreichs erfolgten darauf weiterhin bis zum Ende der Monarchie 1918.
Durch den Vertrag von München verwirklichte sich dennoch endgültig ein für die nachfolgende Zeit bedeutsamer Zustand, den Historiker so beschrieben, dass nach dem Wiener Kongress neben dem Königreich Preußen auch das Königreich Bayern nach „Deutschland hineinwuchs“. Österreich war nur mit einem Teil seiner Länder an der Peripherie Bundesmitglied, es „wuchs aus Deutschland hinaus“. Auf dem Wiener Kongress hatte Preußen das Rheinland und  Westfalen gewonnen, darunter die früheren pfalz-bayerischen Herzogtümer Jülich und Berg. Wittelsbacher und Hohenzollern übernahmen nun von den Habsburgern die „Wacht am Rhein“ (gegen Frankreich). Auch durch die Industrie an Rhein und Ruhr konnte Preußen wirtschaftlich und industriell Österreich bald überholen. Auch für Bayern stellte die Rheinpfalz bald eines seiner zunächst wenigen industriellen Zentren dar.
Lange nachdem Salzburg 1816 politisch zu Österreich gekommen war, konnte sich König Ludwig I. von Bayern dann die alten salzburgischen Forstrechte des Königreiches Bayern auf immer sichern. Am 18. März 1829 wurde die Salinenkonvention vereinbart, in der der österreichische Kaiser dem Nachbarstaat neben einigen anderen Rechten auch die Rechte am Forst zugestand. „Die Saalforste gehören auf unwiderrufliche Zeiten zu Bayern“, heißt es in diesem Staatsvertrag mit Österreich. Noch heute befinden sich die Saalforste im privatrechtlichen Eigentum des Freistaats Bayern.
Das Land Salzburg verlor damals seine nordwestlichen Gebiete (Rupertiwinkel) und Bayern rückte somit nahe an die Stadt Salzburg, die heute eine Grenzstadt ist, da das Territorium Bayerns sich bis unmittelbar an die Stadtgrenze erstreckt. Die bayerische Grenzstadt Freilassing hieß noch bis 1923 Salzburghofen. Bis 1850 blieb das Salzburger Land als Salzburgkreis zunächst nur ein Teil von Österreich ob der Enns (Oberösterreich), bevor es ein eigenes Kronland wurde. Erst danach begann die Bedeutung von Stadt und Land Salzburg wieder zuzunehmen. Das Salzburger Zillertal und Windischmatrei (Matrei in Osttirol) wurden jedoch an das Kronland Tirol angegliedert. 
Schon 1808 wurde das Bistum Chiemsee aufgehoben. In der Folge verlor die Erzdiözese Salzburg wesentliche Gebiete in Bayern an die 1821 neu gegründete Kirchenprovinz München und Freising.
1995 entstand die EuRegio Salzburg – Berchtesgadener Land – Traunstein, die die  Gemeinsamkeiten und Verflechtungen  der Grenzregion reflektiert.

## Karten

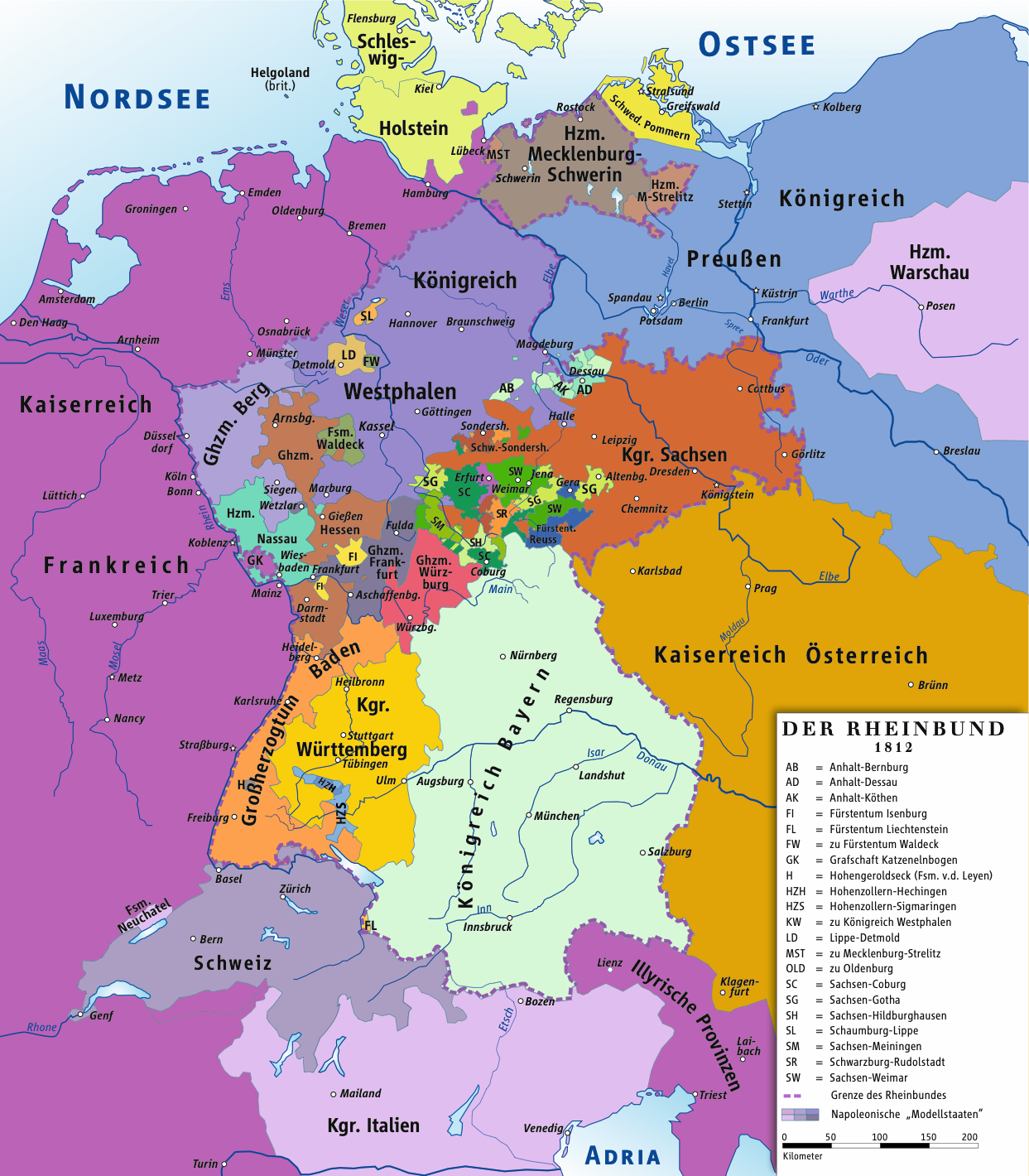
Bayern mit Salzburg im Rheinbund 1812 vor dem Wiener Kongress und dem Vertrag von München
Bayern mit Rheinpfalz und Österreich mit Salzburg im Deutschen Bund 1816 nach dem Vertrag von München
Rupertiwinkel mit Salzach-/Saalachgrenze und Berchtesgadener Land in Oberbayern